# Anthurium angelopolinense
Anthurium angelopolinense är en kallaväxtart som beskrevs av Thomas Bernard Croat. Anthurium angelopolinense ingår i släktet Anthurium och familjen kallaväxter. Inga underarter finns listade.